# Elexabeitia
Elexabeitia es una entidad de población española del municipio de Castillo y Elejabeitia, perteneciente a la provincia de Vizcaya, en la comunidad autónoma del País Vasco.

## Toponimia
El lugar puede aparecer referido con las grafías «Elexabeitia» y «Elejabeitia».

## Historia
Hacia finales del siglo XIX, el lugar, ya por entonces perteneciente a Castillo y Elejabeitia, tenía contabilizada una población de alrededor de una veintena de habitantes. Aparece descrito en el cuarto volumen del Diccionario geográfico, estadístico, histórico, biográfico, postal, municipal, marítimo y eclesiástico de España y sus posesiones de ultramar de Pablo Riera y Sans con las siguientes palabras:

ELEJABEITIA.—B. agreg. al ayunt. de Castillo y Elejabéitia, cuya casa consistorial está en la A. I. de Gaztelu ó Castillo, otra de las que forman este ayunt. y de la que dista la localidad que describimos 0'5 k. Cuenta sobre unos 20 hab. y 6 edif. entre habitados é inhabitados.—Org. civ. Corresponde á la prov. de Vizcaya, y contribuye con su ayunt. á las elecciones de diputados provinciales y de Córtes. — Org. mil. C. G. de las Provincias Vascongadas y C. M. de Vizcaya.—Org. ecle. Pertenece á la misma dióc. y arciprestazgo que su ayunt.—Org. jud. Corresponde al part. jud. de Durango, aud. de lo criminal de Bilbao y territ. de Búrgos. — Org. econ. Para el pago de impuestos depende de la Delegacion de Hacienda de su prov.—S. púb. Recibe y emite la corr. por cn. de Bilbao á Ceanuri. —Ob. púb. y med. de com. Sírvese de los mismos caminos con que cuenta su municipio. — Ins. púb. La escuela está establecida en la pob. cabeza de su ayunt.— Art., of. ind. La única ind. del vecindario es la agrícola. — Pob. Fórmanla el corto número de edif. ya mencionado, que nada de particular ofrecen. — Sit. geog. y top. (Véase el artículo de su ayunt.).
(Riera y Sans, 1883, p. 240)

En 2022, la entidad singular de población tenía empadronados cincuenta habitantes.